# 斎宮

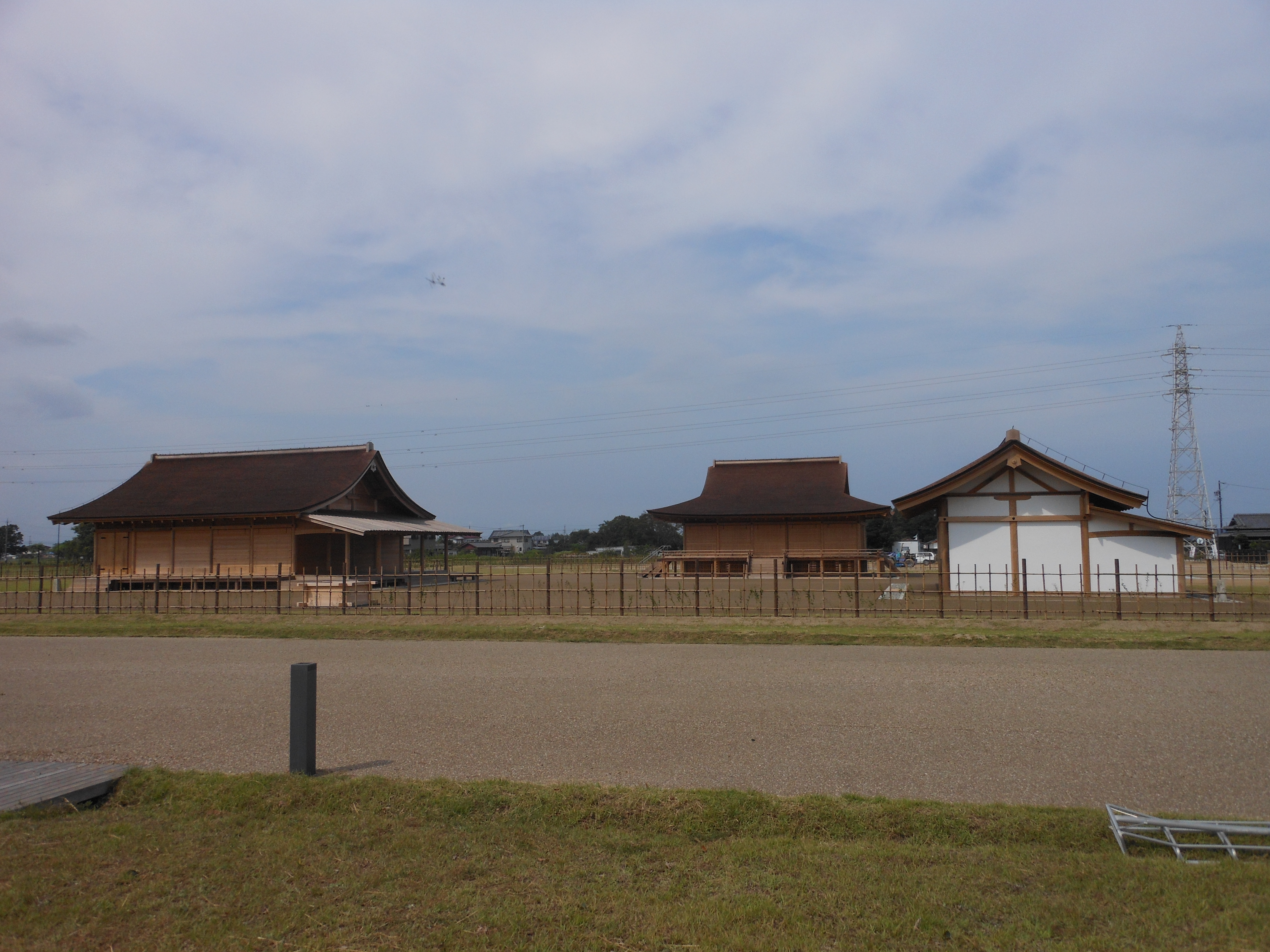
斎宮跡（斎宮跡歴史ロマン広場）の「さいくう平安の杜」に建つ復元建物（正殿・西脇殿・東脇殿）。

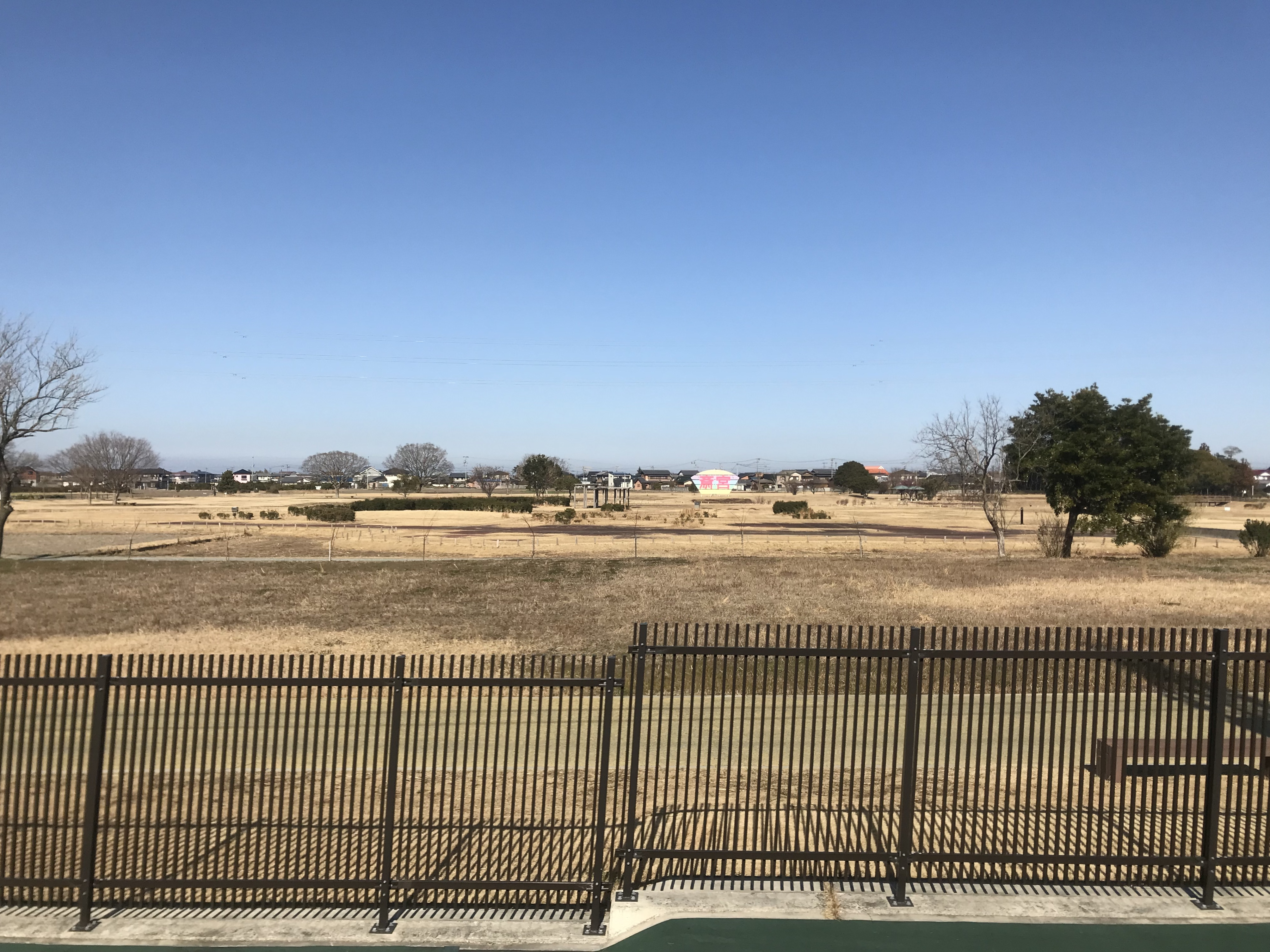
近鉄山田線・斎宮駅から見た斎宮跡（国の史跡）。

斎宮（さいぐう/さいくう/いつきのみや/いわいのみや）は、日本の古代から南北朝時代にかけて、伊勢神宮に奉仕した斎王の御所。現在の三重県多気郡明和町にあり、跡地は「斎宮跡」として国の史跡に指定されている。平安時代以降は京都の賀茂神社に奉仕する斎王（斎院）と区別するため、伊勢の斎王自身のことも指した。伊勢斎王・伊勢斎宮とも称する。

## 斎宮の起こり

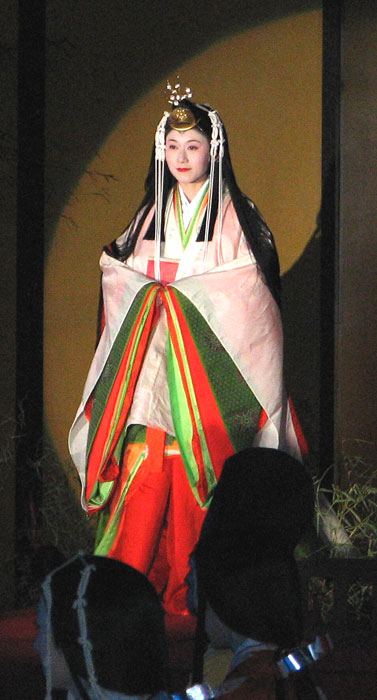
斎王まつりにおける伊勢斎王（斎宮）の再現（三重県多気郡明和町）。

『日本書紀』崇神天皇紀によれば、崇神天皇が皇女豊鍬入姫命に命じて宮中に祭られていた天照大神を大和国の笠縫邑に祭らせたとあり、これが斎王（斎宮）の始まりとされる。そして次の垂仁天皇の時代、豊鍬入姫の姪にあたる皇女倭姫命が各地を巡行し伊勢国に辿りつき、そこに天照大神を祭った。この時のことを『日本書紀』垂仁天皇紀は「斎宮（）を五十鈴の川上に興（）つ。是を磯宮（）と謂ふ」と記し、これが斎王の忌み籠る宮、即ち後の斎宮御所の原型であったと推測される。また垂仁天皇紀は「天皇、倭姫命を以って御杖（）として、天照大神に貢奉（）りたまふ」とも述べ、以後、斎王は天皇の代替わり毎に置かれて天照大神の「御杖代（）」として伊勢神宮に奉仕したという。ただし史料上は必ず置かれたかどうかは不明で、任期などもそれほど明確ではない。用明天皇朝を契機に一時途絶えたが、天武天皇の時代に正式に制度として確立し（『扶桑略記』は天武天皇が壬申の乱の戦勝祈願の礼として伊勢神宮に自らの皇女大来皇女を捧げたのが初代とする）、以後は天皇の代替わり毎に必ず新しい斎王が選ばれ、南北朝時代まで続く制度となった。
なお『扶桑略記』に初めて大来皇女が定められたとあること、同皇女の前任と伝える酢香手姫皇女（用明天皇皇女）との間に約50年の空白期間があること、その以前の稚足姫皇女（雄略天皇皇女）、荳角皇女（継体天皇皇女）、磐隈皇女（欽明天皇皇女）、菟道皇女（敏達天皇皇女）ならびに酢香手姫皇女は伊勢に来ていないと考えられること、磐隈皇女・菟道皇女はどちらも皇族男性との姦通により解任されたことが『日本書紀』で書かれるが、宮廷から遠く離れた伊勢に居住していれば考えにくいこと、酢香手姫皇女の退隠の記述に「自ら葛城に退きて」とあって、遠い伊勢から大和への帰省を経ず斎宮を退出してそのまま葛城に隠棲したと思われる3点から、酢香手姫以前の斎宮は後世の虚構とする説がある。
また福岡県糟屋郡久山町猪野にある天照皇大神宮には、仲哀天皇9年（200年）、熊襲征伐の途中、「われを祭れば、戦をせずとも財宝の国を得ることができる」という神の託宣があったが、仲哀天皇が疑ったために、その祟りを受け香椎宮で崩御。そのことを知った神功皇后が、小山田の村に斎宮を建て、自ら神主となり、天照大神を祀ったという縁起がある。

## 斎宮の卜定から退下まで

### 卜定
先代の斎宮が退下すると、未婚の内親王または女王から候補者を選び出し、亀卜（亀の甲を火で焙って出来たひびで判断する卜占）により新たな斎宮を定める（卜定（））。新斎宮が決定すると、邸に勅使が訪れて斎宮卜定を告げ、伊勢神宮にも奉幣使が遣わされて、斎宮はただちに潔斎に入る。

### 初斎院
宮城内の便所（便宜の場所）が卜定で定められて大内裏の殿舎（時々により異なる）が斎宮の潔斎所となる。これを初斎院（）と呼ぶが、その場所は雅楽寮、宮内省、主殿寮、左右近衛府などが記録に残る。斎宮は初斎院で1年間斎戒生活を送るとされているが、もっと短期になる場合も多い。

### 野宮

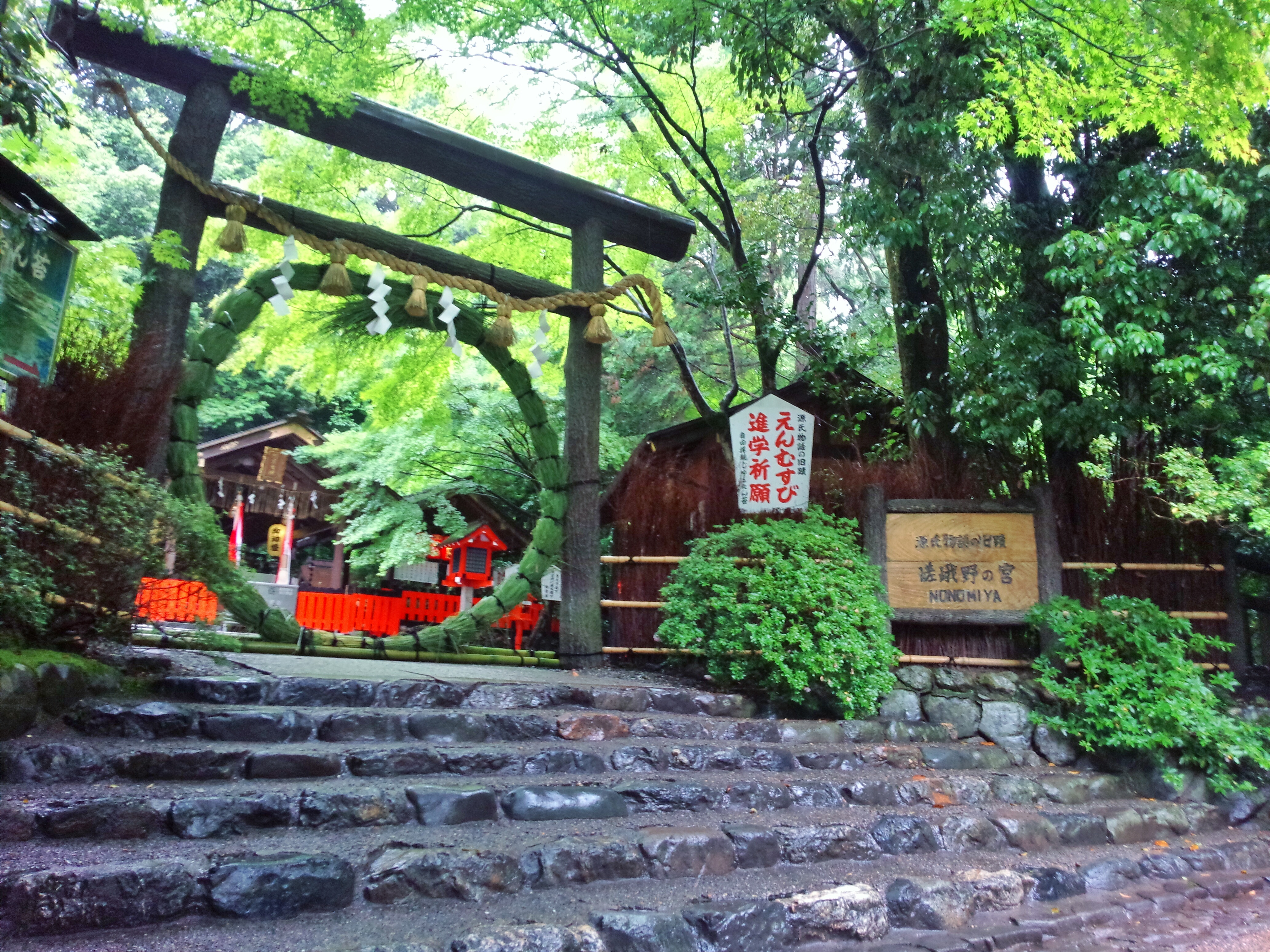
野宮神社（京都市）。黒木鳥居と小柴垣がかつての風情を伝える。

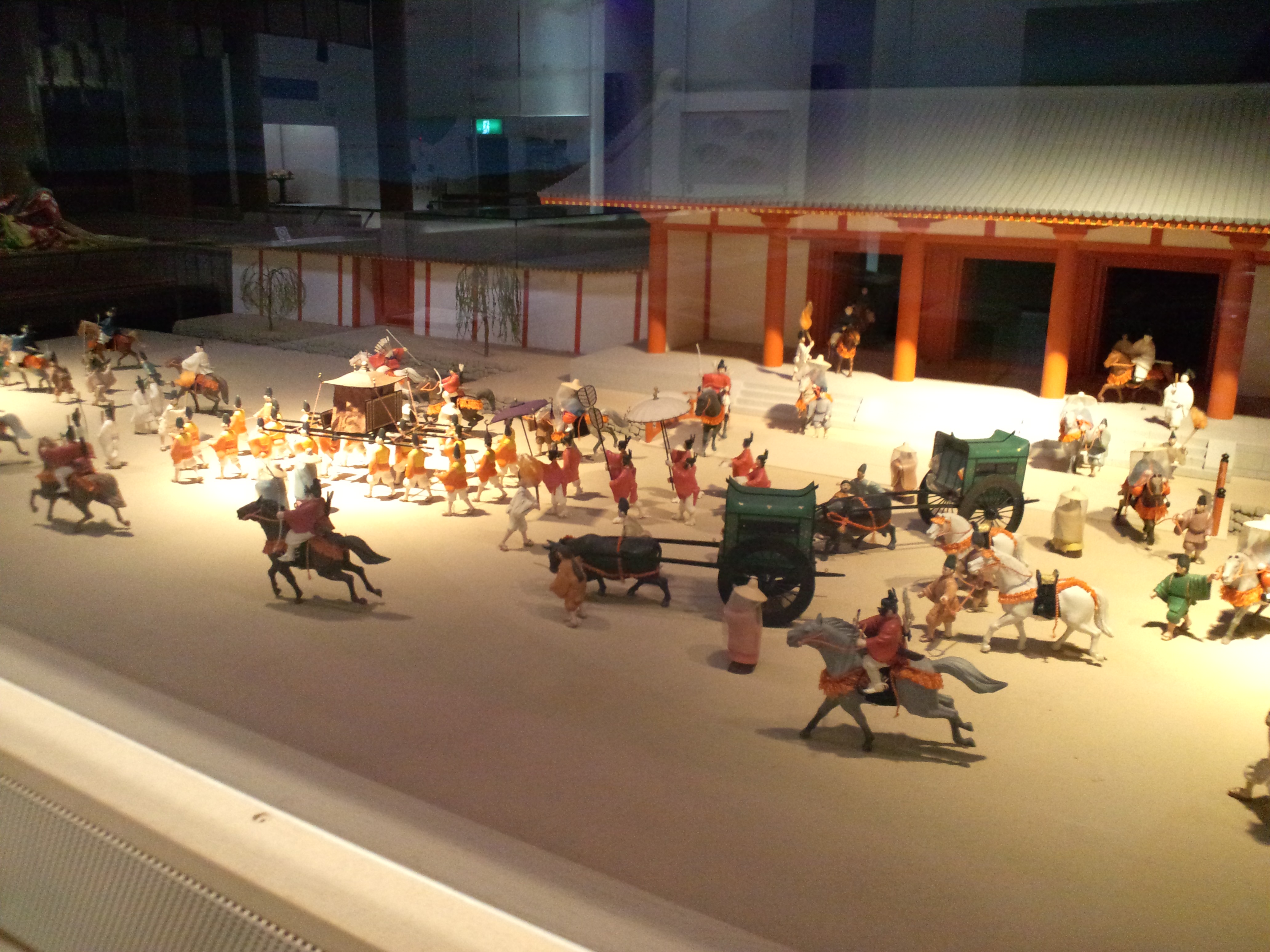
都を出発する斎宮の群行
斎宮歴史博物館（三重県多気郡明和町）

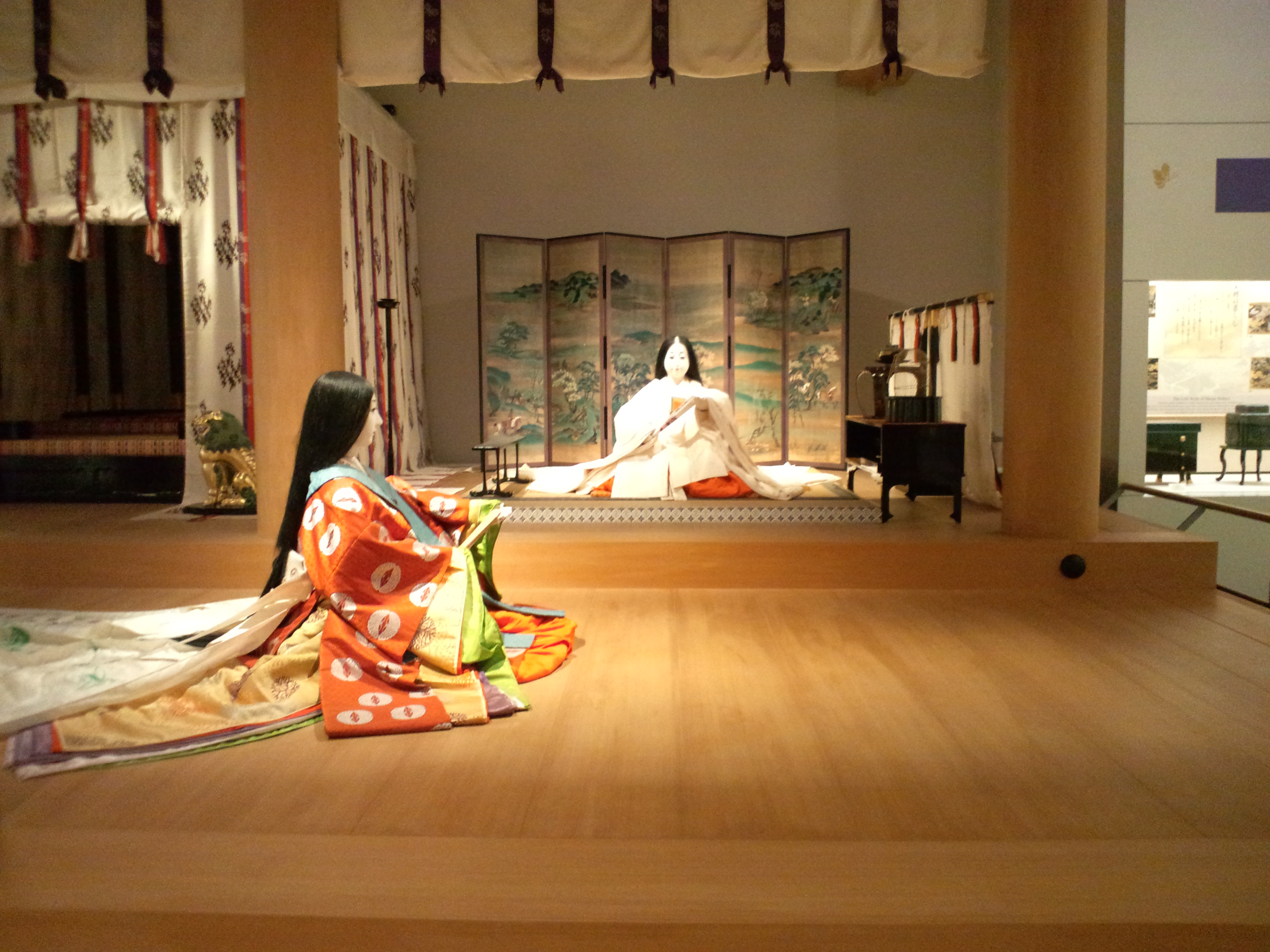
斎宮の居室（手前は内侍）
斎宮歴史博物館

初斎院での潔斎の後、翌年8月上旬に入るのが野宮（）である。野宮は京外の清浄な地（平安時代以降は主に嵯峨野）を卜定し、斎宮のために一時的に造営される殿舎で、斎宮一代で取り壊されるならわしだった（野宮神社などがその跡地と言われるが、現在では嵯峨野のどこに野宮が存在したか正確には判っていない）。斎宮は初斎院に引き続き、この野宮で斎戒生活を送りながら翌年9月まで伊勢下向に備えた。なお、野宮は黒木（皮のついたままの木材）で造られ、このため黒木の鳥居が野宮の象徴とされた。『源氏物語』では前東宮と六条御息所の間に生まれた姫宮（後の秋好中宮）が「葵」帖で斎宮となったため、六条御息所がそれに同道することになり、「賢木」帖でこの野宮が光源氏との別れの舞台となり、後に能『野宮』の題材にもなった。

### 群行
初斎院・野宮を経て3年目の9月、野宮を出て禊の後、宮中で群行の儀に臨み、伊勢へ発向する。但し後述「退下」のように歴代の斎宮全てが群行を行ったわけではない。

### 斎宮寮と祭祀

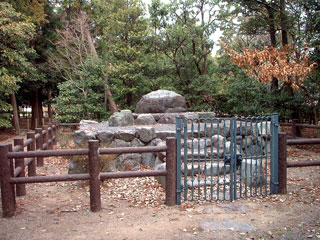
史跡・斎宮跡（斎王の森史跡公園内、三重県明和町）

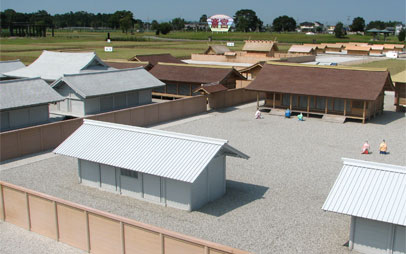
斎宮寮の復元模型
（三重県明和町）

伊勢での斎宮の生活の地は、伊勢神宮から約20キロメートル離れた斎宮寮（現在の三重県多気郡明和町）であった。普段はここで寮内の斎殿を遥拝しながら潔斎の日々を送り、年に3度、「三時祭」（6月・12月の月次祭と9月の神嘗祭。三節祭とも）に限って神宮へ赴き神事に奉仕した。斎宮寮には寮頭以下総勢500人あまりの人々が仕え、137ヘクタール余りの敷地に碁盤の目状の区画が並ぶ大規模なものだったことが、遺跡の発掘調査から判明している。特筆すべきは緑色または青色の釉が施された陶器（緑釉陶器）の出土であり、色に何か意味があった可能性も考えられる。なお、斎宮跡は1970年（昭和45年）の発掘調査でその存在が確認され、1979年（昭和54年）に国の史跡に指定されたが、その後も継続的に発掘調査が実施されている。
三時祭は外宮では各月の15・16日の、内宮
は16・17日の両日に行われるが、斎宮はその2日目に参加し、太玉串を宮司から受取り、瑞垣御門の前の西側に立てる。また、2月の祈年祭、11月の新嘗祭で多気、度会の両神郡内の115座の神々に幣帛を分配する。

### 退下
斎宮が任を終えることを、奈良時代から平安時代中期まで（8〜10世紀頃）は退出と称したが、その後は退下（）または下座と言った。
斎宮の退下は通常、天皇の崩御或いは譲位の際とされるが、それ以外にも斎宮の父母や近親の死去による忌喪、潔斎中の密通などの不祥事、また斎宮の薨去による退下もあり、初斎院や野宮での潔斎中に退下した斎宮も多い。なお、伊勢での在任中に薨去した場合は現地に葬られたらしい。退下の後、前斎宮は数ヶ月の間、伊勢で待機し準備が整った後に、奉迎使に伴われて帰京した。
帰京の道程は二通りあり、天皇譲位の時は群行の往路と同じ鈴鹿峠・近江路を辿るが、その他の凶事（天皇崩御、近親者の喪など）の場合には伊賀・大和路を経て帰還するのが通例であった。どちらの行程も最後は船で淀川を下り、難波津で禊の後に河陽宮を経て入京した。
また、酢香手姫皇女は任を終えて葛城に移ったと記され、それ以前の他の斎宮は稚足姫皇女を除くと後生は不明。単なる記載漏れか、当然帰るべき所（例えば宮廷の周囲）があったので省略されたか、それとも、酢香手姫皇女の移転先である「葛城」の記載が他の斎宮の移転先をも代表しているとみるか、様々に推測できる。

### 退下後の斎宮
退下後の前斎宮のその後はごく数人を除いてあまり知られていない。律令制では本来、内親王の婚姻相手は皇族に限られるため、奈良時代までは斎宮は退下すると嫁ぎ先は天皇もしくは皇族のみであり、平安時代以降も内親王で臣下に降嫁したのは雅子内親王（藤原師輔室）ただ1人であった。また藤原道雅と密通した当子内親王は父三条天皇の怒りに触れて仲を裂かれており、結婚は禁忌ではなかったらしいが、多くの前斎宮は生涯独身だったとも思われる。
ちなみに斎宮退下後に入内を果たした4人は井上内親王（光仁天皇皇后、後に廃位）、酒人内親王（桓武天皇妃）、朝原内親王（平城天皇妃）、徽子女王（村上天皇女御）であり、徽子女王を除くと、いずれも母娘3代にわたり斎宮を務めかつ入内した。
院政期には、未婚のまま天皇の准母として非妻后の皇后（尊称皇后）、さらに女院となる内親王が現れる。この初例は白河天皇の愛娘媞子内親王（郁芳門院）であり、彼女は斎宮経験者であった。以後これに倣い、斎宮または斎院から准母立后し女院となる例が斎宮及び斎院制度の途絶まで見られた。

## 斎宮の終焉
平安時代末期になると、治承・寿永の乱（源平合戦）の混乱で斎宮は一時途絶する。その後に復活したが（もう一つの斎王であった賀茂斎院は承久の乱を境に廃絶）、鎌倉時代後半には卜定さえ途絶えがちとなり、持明院統の歴代天皇においては置かれる事もなく、南北朝時代の幕開けとなる延元の乱により、時の斎宮祥子内親王（後醍醐天皇皇女）が群行せずに野宮から退下したのを最後に途絶した。

## 斎宮の忌み詞
神に仕える斎宮は穢れを避け、また仏教も禁忌とするため、それらに関連する言葉が忌み詞として禁じられた。『延喜式』の巻第5（斎宮式）の忌詞条に次のとおり記されている。
内七言は仏教用語、外七言は穢れの言葉である。

## 歴代斎宮
| 代               | 人物                   | 期間      | 続柄                       | その後         | 天皇       | 備考       |
| ---------------- | ---------------------- | --------- | -------------------------- | -------------- | ---------- | ---------- |
| 1                | 豊鍬入姫命             |           | 崇神天皇皇女               |                | 崇神天皇   |            |
| 2                | 倭姫命                 |           | 垂仁天皇皇女               |                | 垂仁天皇   |            |
| 3                | 五百野皇女             |           | 景行天皇皇女               |                | 景行天皇   |            |
| 4                | 伊和志真皇女           |           | 仲哀天皇皇女？             |                | 仲哀天皇   |            |
| 5                | 栲幡姫皇女             | ?-459?    | 雄略天皇皇女               |                | 雄略天皇   |            |
| 6                | 荳角皇女               | 507?-?    | 継体天皇皇女               |                | 継体天皇   |            |
| 7                | 磐隈皇女               |           | 欽明天皇皇女               |                | 欽明天皇   |            |
| 8                | 菟道皇女               | 578       | 敏達天皇皇女               |                | 敏達天皇   |            |
| 9                | 酢香手姫皇女           | 586-622   | 用明天皇皇女               |                | 用明天皇   | [ 注釈 6 ] |
| 9                | 酢香手姫皇女           | 586-622   | 用明天皇皇女               | 崇峻天皇       |            | [ 注釈 6 ] |
| 9                | 酢香手姫皇女           | 586-622   | 用明天皇皇女               | 推古天皇       |            | [ 注釈 6 ] |
| 斎宮制度成立以降 |                        |           |                            |                |            |            |
| 10               | 大来皇女               | 673-686   | 天武天皇皇女               |                | 天武天皇   |            |
| 11               | 託基皇女               | 698-701   | 天武天皇皇女               |                | 文武天皇   |            |
| 12               | 泉皇女                 | 701-706   | 天智天皇皇女               |                | 文武天皇   |            |
| 13               | 田形皇女               | 706-707   | 天武天皇皇女               | 六人部王室     | 文武天皇   |            |
| 14               | 多紀内親王             | 707-?     | 天武天皇皇女               | 志貴皇子妃     | 文武天皇   | 再任       |
| 15               | 智努女王               | 不詳      | 長皇子女？                 |                | 元明天皇   |            |
| 16               | 円方女王               | 不詳      | 天武天皇曾孫、長屋王女     |                | 元明天皇   |            |
| 17               | 久勢女王               | 715-721   |                            |                | 元正天皇   |            |
| 18               | 井上内親王             | 721-744   | 聖武天皇皇女               | 光仁天皇皇后   | 聖武天皇   |            |
| 19               | 県女王                 | 744-749   | 高丘王女？                 |                | 聖武天皇   |            |
| 20               | 小宅女王               | 749-752   | 天武天皇曾孫、三原王女     |                | 孝謙天皇   |            |
| 21               | 安倍内親王             | 758-764   | 淳仁天皇皇女               | 礒部王室       | 淳仁天皇   |            |
| 22               | 酒人内親王             | 772-775   | 光仁天皇皇女               | 桓武天皇妃     | 光仁天皇   |            |
| 23               | 浄庭女王               | 775-781   | 光仁天皇皇孫、神王女       |                | 光仁天皇   |            |
| 24               | 朝原内親王             | 782-796   | 桓武天皇皇女               | 平城天皇妃     | 桓武天皇   |            |
| 25               | 布勢内親王             | 797-806   | 桓武天皇皇女               |                | 桓武天皇   |            |
| 26               | 大原内親王             | 806-809   | 平城天皇皇女               |                | 平城天皇   |            |
| 27               | 仁子内親王             | 809-823   | 嵯峨天皇皇女               |                | 嵯峨天皇   |            |
| 28               | 氏子内親王             | 823-827   | 淳和天皇皇女               |                | 淳和天皇   |            |
| 29               | 宜子女王               | 828-833   | 桓武天皇皇孫、仲野親王女   |                | 淳和天皇   |            |
| 30               | 久子内親王             | 833-850   | 仁明天皇皇女               |                | 仁明天皇   |            |
| 31               | 晏子内親王             | 850-858   | 文徳天皇皇女               |                | 文徳天皇   |            |
| 32               | 恬子内親王             | 859-876   | 文徳天皇皇女               |                | 清和天皇   |            |
| 33               | 識子内親王             | 877-880   | 清和天皇皇女               |                | 陽成天皇   |            |
| 34               | 掲子内親王             | 882-884   | 文徳天皇皇女               |                | 陽成天皇   | 群行なし   |
| 35               | 繁子内親王             | 884-887   | 光孝天皇皇女               |                | 光孝天皇   |            |
| 36               | 元子女王               | 889-897   | 仁明天皇皇孫、本康親王女   |                | 宇多天皇   |            |
| 37               | 柔子内親王             | 897-930   | 宇多天皇皇女               |                | 醍醐天皇   |            |
| 38               | 雅子内親王             | 931-936   | 醍醐天皇皇女               | 藤原師輔室     | 朱雀天皇   |            |
| 39               | 斉子内親王             | 936-936   | 醍醐天皇皇女               |                | 朱雀天皇   | 群行なし   |
| 40               | 徽子女王（斎宮女御）   | 936-945   | 醍醐天皇皇孫、重明親王女   | 村上天皇女御   | 朱雀天皇   |            |
| 41               | 英子内親王             | 946-946   | 醍醐天皇皇女               |                | 村上天皇   | 群行なし   |
| 42               | 悦子女王               | 947-954   | 醍醐天皇皇孫、重明親王女   |                | 村上天皇   |            |
| 43               | 楽子内親王             | 955-967   | 村上天皇皇女               |                | 村上天皇   |            |
| 44               | 輔子内親王             | 968-969   | 村上天皇皇女               |                | 冷泉天皇   | 群行なし   |
| 45               | 隆子女王               | 969-974   | 醍醐天皇皇孫、章明親王女   |                | 円融天皇   |            |
| 46               | 規子内親王             | 975-984   | 村上天皇皇女               |                | 円融天皇   |            |
| 47               | 済子女王               | 984-986   | 醍醐天皇皇孫、章明親王女   |                | 花山天皇   | 群行なし   |
| 48               | 恭子女王               | 986-1010  | 村上天皇皇孫、為平親王女   |                | 一条天皇   |            |
| 49               | 当子内親王             | 1012-1016 | 三条天皇皇女               |                | 三条天皇   |            |
| 50               | 嫥子女王               | 1016-1036 | 村上天皇皇孫、具平親王女   | 藤原教通室     | 後一条天皇 |            |
| 51               | 良子内親王             | 1036-1045 | 後朱雀天皇皇女             |                | 後朱雀天皇 |            |
| 52               | 嘉子内親王             | 1046-1051 | 三条天皇皇孫、敦明親王女   |                | 後冷泉天皇 |            |
| 53               | 敬子女王               | 1051-1068 | 三条天皇皇孫、敦平親王女   |                | 後冷泉天皇 |            |
| 54               | 俊子内親王             | 1069-1072 | 後三条天皇皇女             |                | 後三条天皇 |            |
| 55               | 淳子女王               | 1073-1077 | 三条天皇皇孫、敦賢親王女   |                | 白河天皇   |            |
| 56               | 媞子内親王（郁芳門院） | 1078-1084 | 白河天皇皇女               |                | 白河天皇   |            |
| 57               | 善子内親王             | 1087-1107 | 白河天皇皇女               |                | 堀河天皇   |            |
| 58               | 恂子内親王             | 1108-1123 | 白河天皇皇女               |                | 鳥羽天皇   |            |
| 59               | 守子女王               | 1123-1141 | 後三条天皇皇孫、輔仁親王女 |                | 崇徳天皇   |            |
| 60               | 妍子内親王             | 1142-1150 | 鳥羽天皇皇女               |                | 近衛天皇   |            |
| 61               | 喜子内親王             | 1151-1155 | 堀河天皇皇女               |                | 近衛天皇   |            |
| 62               | 亮子内親王（殷富門院） | 1156-1158 | 後白河天皇皇女             |                | 後白河天皇 | 群行なし   |
| 63               | 好子内親王             | 1158-1165 | 後白河天皇皇女             |                | 二条天皇   |            |
| 64               | 休子内親王             | 1166-1168 | 後白河天皇皇女             |                | 六条天皇   | 群行なし   |
| 65               | 惇子内親王             | 1168-1172 | 後白河天皇皇女             |                | 高倉天皇   |            |
| 66               | 功子内親王             | 1177-1179 | 高倉天皇皇女               |                | 高倉天皇   | 群行なし   |
| 67               | 潔子内親王             | 1185-1198 | 高倉天皇皇女               |                | 後鳥羽天皇 |            |
| 68               | 粛子内親王             | 1199-1210 | 後鳥羽天皇皇女             |                | 土御門天皇 |            |
| 69               | 凞子内親王             | 1215-1221 | 後鳥羽天皇皇女             |                | 順徳天皇   |            |
| 70               | 利子内親王（式乾門院） | 1226-1232 | 高倉天皇皇孫、守貞親王女   |                | 後堀河天皇 |            |
| 71               | 昱子内親王             | 1237-1242 | 後堀河天皇皇女             |                | 四条天皇   |            |
| 72               | 曦子内親王（仙華門院） | 1244-1246 | 土御門天皇皇女             |                | 後嵯峨天皇 | 群行なし   |
| 73               | 愷子内親王             | 1262-1272 | 後嵯峨天皇皇女             |                | 亀山天皇   |            |
| 74               | 弉子内親王（達智門院） | 1306-1308 | 後宇多天皇皇女             | 後醍醐天皇皇后 | 後二条天皇 | 群行なし   |
| 75               | 懽子内親王（宣政門院） | 1330-1331 | 後醍醐天皇皇女             | 光厳天皇中宮   | 後醍醐天皇 | 群行なし   |
| 76               | 祥子内親王             | 1333-1334 | 後醍醐天皇皇女             |                | 後醍醐天皇 | 群行なし   |

## 現代
伊勢神宮と斎宮の往復路がある自治体の一部と民間団体は、1999年（平成11年）4月15日に「斎王のみち歴史街道活性化協議会」をつくっている。その端緒には前年に三重県が企画した「みえ歴史街道フェスタ」と京都–伊勢を結ぶ斎王群行の再現がある。実施にあたり、県下と県外（以下の#一覧の"※"印ほか）の諸組織の協力を得た。
この「斎王のみち」を街道資産と認識し、沿線広域の自治体と民間団体の地域づくりに活用されている。

### 「斎王のみち」に参加する組織と団体
- 京都府
  - 京都市[注釈 8]
    - 各種組織・団体＝斎宮行事保存会、嵐山商店街※、嵯峨商店街※
- 滋賀県
  - 草津市※
  - 土山町※[注釈 9]、合併により甲賀市[注釈 10]

- 三重県
  - 伊賀町[注釈 11]
  - 伊勢市[30]
    - 各種組織・団体＝伊勢商工会議所

  - 亀山市[30]
  - 津市[注釈 12]
  - 松阪市[30]
  - 明和町[注釈 13]
    - 各種組織・団体＝斎宮跡（国の史跡）、斎宮歴史博物館（三重県立施設）

斎王のみちをめぐる活性化協議会の会議開催地
- 第5回　亀山市 2002年（平成14年）
- 第6回　明和町 2002年（平成14年）
- 第7回　土山町 2003年（平成15年）
- 第8回　京都市 2003年（平成15年）
- 第9回　伊勢市 2004年（平成16年）
- 第10回　亀山市 2004年（平成16年）
- 第11回　伊賀市 2005年（平成17年）
- 第12回　松阪市 2005年（平成17年）
- 第13回　亀山市 2006年（平成18年）
- 第14回　明和町 2006年（平成18年）
- 第15回　甲賀市 2007年（平成19年）

### 文学作品
- 山中智恵子『斎宮志：伝承の斎王から伊勢物語の斎宮まで』大和書房（1986年）ISBN 4-479-83010-3
- 山中智恵子『続斎宮志』砂子屋書房（1992年）ISBN 4-7904-9221-4
- アニメ『斎王のみち』　明和町の事業として製作[31]。